# 255940 Maylis
255940 Maylis è un asteroide della fascia principale. Scoperto nel 2006, presenta un'orbita caratterizzata da un semiasse maggiore pari a 2,4360973 au e da un'eccentricità di 0,1860231, inclinata di 2,05281° rispetto all'eclittica.
L'asteroide è dedicato all'astronoma amatoriale francese Maylis Lavayssière.